# Nuclei per la Difesa dello Stato
I Nuclei di Difesa dello Stato (o Legioni) sono stati una presunta organizzazione paramilitare clandestina, la cui esistenza è evidenziata solo attraverso testimonianze e per la quale non esiste una chiara documentazione scritta che ne comprovi l'esistenza.

## Indagini
In occasione dell'istruttoria milanese del giudice Gerardo D'Ambrosio sulla strage di piazza Fontana era già emerso che dei "Nuclei di Difesa dello Stato" avevano firmato "2000 volantini diretti ai militari, invitandoli a unirsi contro l'imminente pericolo comunista (...) per questi volantini che concretizzavano il reato di apologia di reato, Freda e Ventura sono stati condannati con sentenza definitiva nell'ambito del processo di Piazza Fontana",
L'indagine padovana sulla Rosa dei venti fece emergere l'esistenza di un'operazione militare definita "Nuclei per la Difesa dello Stato": essa era ideata per potenziare il dispositivo anticomunista nella fase più acuta degli scontri tra frange estremiste dal 1964 (Piano Solo) al 1973.
Una delle testimonianze più dirette dei suoi scopi è rappresentata dalle dichiarazioni del generale Amos Spiazzi, che - a vent'anni dalle prime indagini padovane che lo coinvolsero - ha dettagliato con maggiore precisione l'operazione nell'inchiesta del giudice Guido Salvini, consentendogli di legare i Nuclei scoperti da D'Ambrosio con quelli scoperti da Tamburino. Nella sua sentenza-ordinanza del 1995, il giudice ha affermato che "a partire dal 1966/1967 e sino al 1973, si affiancò a Gladio una seconda struttura denominata Nuclei di Difesa dello Stato, anch'essa addestrata al piano di sopravvivenza e i cui componenti erano suddivisi secondo funzioni specifiche analoghe a quelle di Gladio".